# Dălgodeltsi
Dălgodeltsi (bulgariska: Дългоделци) är ett distrikt i Bulgarien.   Det ligger i kommunen Obsjtina Jakimovo och regionen Montana, i den nordvästra delen av landet, 100 km norr om huvudstaden Sofia.